# Torta 900
La torta 900, o torta Novecento, è un dolce italiano originario di Ivrea, nella città metropolitana di Torino.

## Storia
La torta 900 fu inventata dal pasticcere eporediese Ottavio Bertinotti alla fine dell'Ottocento e dedicò il suo nome al nuovo secolo. Nel 1972, il brevetto del dolce venne acquisito da Umberto Balla, che la produce nella sua pasticceria di Ivrea. Benché il dolce sia un'esclusiva di quella pasticceria, oggi viene identificato con la città stessa. Durante il carnevale di Ivrea, viene consumata una torta 900 di dimensioni eccezionali.

## Caratteristiche
La torta 900 è composta da due dischi di pan di Spagna molto soffici al cacao con un ripieno di crema a base di mascarpone, panna montata e cioccolato. La parte superiore della torta è rivestita di zucchero a velo e decorata con la scritta "torta 900". La ricetta del dolce non è mai stata rivelata.